# Kim Christofte
Kim Piitala Christofte (* 24. srpen 1960, Kodaň) je bývalý dánský fotbalista. Nastupoval především na postu obránce.
S dánskou reprezentací vyhrál mistrovství Evropy 1992, na šampionátu nastoupil ke všem pěti utkáním. V národním týmu odehrál 19 utkání, v nichž vstřelil jeden gól.
S Brøndby IF se stal dvakrát mistrem Dánska (1985, 1990) a získal jeden dánský pohár (1989). Krom Brøndby působil v belgickém KSC Lokeren, švýcarském FC Wettingen, dánském Odense BK a německém 1. FC Köln.